# Албанское восстание (1912)

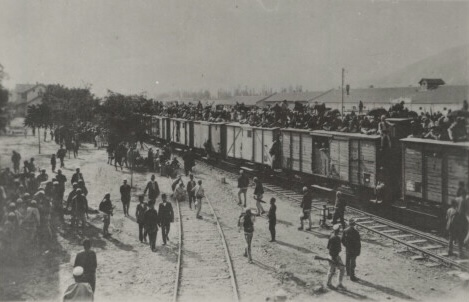
Скопье после освобождения албанскими революционерами

Албанское восстание (алб. Kryengritja shqiptare e vitit 1912) — албанское восстание в Османской империи, которое продолжалось с января по август 1912 года. Восстание закончилось, когда 4 сентября 1912 года османское правительство согласилось выполнить требования повстанцев.

## Причины
Основными причинами албанских восстаний 1910, 1911 и 1912 годов были изменения для албанцев, введённые младотурками, включая увеличение налогов, призыв албанцев в Османскую армию и разоружение албанского гражданского населения. Албанцы были не единственными, кто начал восстание против правительства младотурок. В Сирии и на арабском полуострове также были мятежи.
Первое крупное албанское восстание в 1910 году во главе с Исой Болетини и Идризом Сефери было поддержано Болгарией и Черногорией. После двух недель ожесточённых боёв албанские повстанцы отошли в район Дреницы, и восстание было подавлено. В 1911 году вспыхнуло новое восстание в Малезии. Султан Мехмед V посетил Приштину в июне 1911 года и объявил амнистию всем тем, кто участвовал в восстании, за исключением тех, кто совершил убийство. Чтобы успокоить ситуацию, султан внес ряд уступок, в том числе:
- Создание албанских школ
- Военная служба для местных албанцев должна быть ограничена территорией вилайета Косово
- Приостановление всех призывов и налогов в течение двух лет
- Назначение должностных лиц правительства, которые говорят на албанском языке.

В конце 1911 года группа албанских членов во главе с Исмаилом Кемали начала дебаты в Османском парламенте. Они запросили дополнительные права для албанцев в культурной и административной сферах.
В январе 1912 года албанский депутат в Османском парламенте Хасан Приштина публично предупредил членов Совета о том, что политика правительства младотурок приведёт к революции в Албании. После этой речи Исмаил Кемали предложил встречу с Хасаном Приштиной. Они встретились в тот же вечер в доме Хасана Приштина и договорились организовать албанское восстание. На следующий день они встретились в отеле «Пера Палас» в Стамбуле с Муфидом Бей Либоховой, Эссадом Пашой Топтани, Азизом Пашой Вриони и Сиреей Бэй Влёрой. Они согласились объединить свои организации и возглавить албанское восстание. Впоследствии они принесли присягу на это обещание на встрече в доме Сирейя Бей в Таксиме.

## События
Поскольку участие Косова сыграло центральную роль в восстании, было решено, что Исмаил Кемали должен организовать доставку 15 000 маузерных винтовок в Косово через Королевство Черногория. Хасан Приштина попытался получить поддержку Болгарии, предложив создать албанско-македонское государство Павлофу, болгарскому депутату, который встретил его в британском консульстве в Скопье. Британский консул из Скопье пообещал, что Великобритания окажет сильную поддержку албанцам.
Восстание началось в западной части вилайета Косово и возглавлялось Хасаном Приштиной, Неджипом Драгой, Байрамом Курри, Ризой бей Гьяковом и другими. Хасан Приштина, находившийся в косовских вилайетах во время восстания, и Исмаил Кемали, который был в Европе, собирал оружие и деньги и пытался расположить европейское общественное мнение к делу восстания, поддерживал связь через британское консульство в Скопье. Эссад Паша Топтани обязал себя организовать восстание в Центральной Албании и Мирдите.
Албанские солдаты и офицеры покинули Османскую военную службу и присоединились к повстанцам. Одним из важных событий, которые помогли мятежникам албанцев добиться успеха, была итало-турецкая война, которая вызвала восстания османских офицеров и солдат, которые неохотно боролись против преимущественно мусульманских албанских повстанцев, которые считались братьями в религии.
Албанские повстанцы в Косовском вилайете потребовали от администрации младотурков ряда действий. Эти требования были напечатаны в эмигрантских газетах, опубликованных в Болгарии в середине марта 1912 года, включая назначение албанцев в государственное управление, школы с албанцами в качестве учебного пособия и ограничение призыва албанцев в Османской армии косовским вилайетом.
Албанские повстанцы были разделены; Некоторые поддерживали правительство младотурецкого, другие — Либеральный союз, а некоторые даже хотели вернуться к автократии Абдул-Хамида.
9 августа 1912 года албанские повстанцы представили новый список требований (так называемый список четырнадцати пунктов), связанных с албанским вилайет, который можно резюмировать следующим образом:
- Автономная система управления и правосудия в четырех вилайетах, населенных албанцами (албанский вилайет)
- Албанцы проходят военную службу только в четырех преимущественно албанских вилайетах, за исключением периода войны
- нанимать должностных лиц, которые знали местный язык и обычаи (хотя и не обязательно этнических албанцев)
- Новые лицеи и сельскохозяйственные школы в больших районах
- Реорганизация и модернизация религиозных школ и использование албанского языка в светских школах
- Свободу создавать частные школы и общества
- Развитие торговлю, сельское хозяйство и общественные работы,
- Всеобщая амнистия для всех албанцев, участвующих в восстании
- Военный суд на теми офицерами Османской империи, которые пытались подавить восстание.

Османское правительство 4 сентября 1912 года прекратило албанские восстания, приняв все требования (проигнорировав только последнее). Хасан Приштина планировал начать новое восстание через три-четыре месяца, но вскоре началась первая балканская война и уничтожила его планы.